# قول (فیلم ۱۹۸۶)
قول یا وعده (انگلیسی: Promise) یک فیلم درام آمریکایی ساخته شده برای تلویزیون محصول سال ۱۹۸۶ میلادی، این فیلم با اقتباس فیلمنامه‌نویس ریچارد فریدنبرگ از داستانی توسط کن بلکول و تنیسون گلز و توسط گلن جردن کارگردانی شده‌است؛ و در تاریخ ۱۴ دسامبر ۱۹۸۶ پخش شد. جیمز گارنر به عنوان مردی بی دغدغه ای که پس از مرگ مادراش به زادگاه خود بازگشت و مجبور است مسئولیت برادر کوچکتر بیمار روانی خود (جیمز وودز) را به عهده بگیرد.

## بازیگران
- جیمز گارنر … باب بوهلر
- جیمز وودز … دی جی
- پایپر لوری … آنی گیلبرت
- پیتر مایکل گوتز … استوارت
- مایکل آلدردژ… گیب
- آلن روزنبرگ … دکتر پرسمن
- مری مارش … خانم پست
- باربارا نیون … جوآن
- استیون م. گاگنون … مایکل
- رایسا فلمینگ … لونی
- باب گرگگز … وزیر
- جنت باومهوور … خانم سبز
- چارلز دبلیو برنارد … آقای آلیسون
- کلارتا ماریانا … بث
- ویرجینیا سولت … خانم بار
- دیانا ون آرنام … نتا

## فیلمبرداری
این فیلم در سپتامبر - اکتبر ۱۹۸۶ در کرولیس، اورگن، سیلم، اورگن و دالاس، اورگن و در تراینگل لیک، اورگن فیلمبرداری شده است.
- [۴][۵][۶][۷]